# Honker
Honker (původně známý jako Tarpan Honker, také Daewoo Honker, Andoria Honker, Intrall Honker 4x4 a DZT Tymińscy Honker) je polské víceúčelové terénní vozidlo. Poprvé byl představen jako prototyp v roce 1984 a vyráběl se v různých variantách. Nejvíce je známý svým využitím v polské armádě, a to jak na domácí půdě, tak i v Iráku. Kromě armády a policejních složek je největším vlastníkem vozidel Honker polská společnost KGHM, která je používá k přepravě horníků.

## Historie

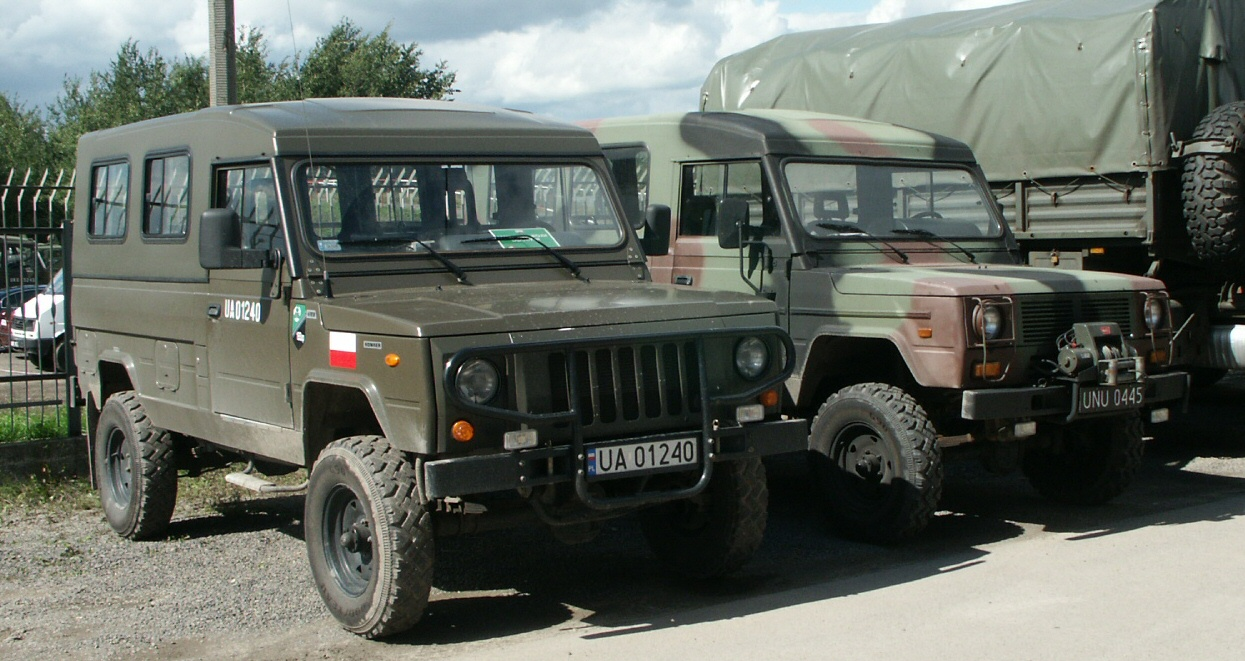
Honker 200 (vlevo) a Honker 2324 (vpravo)

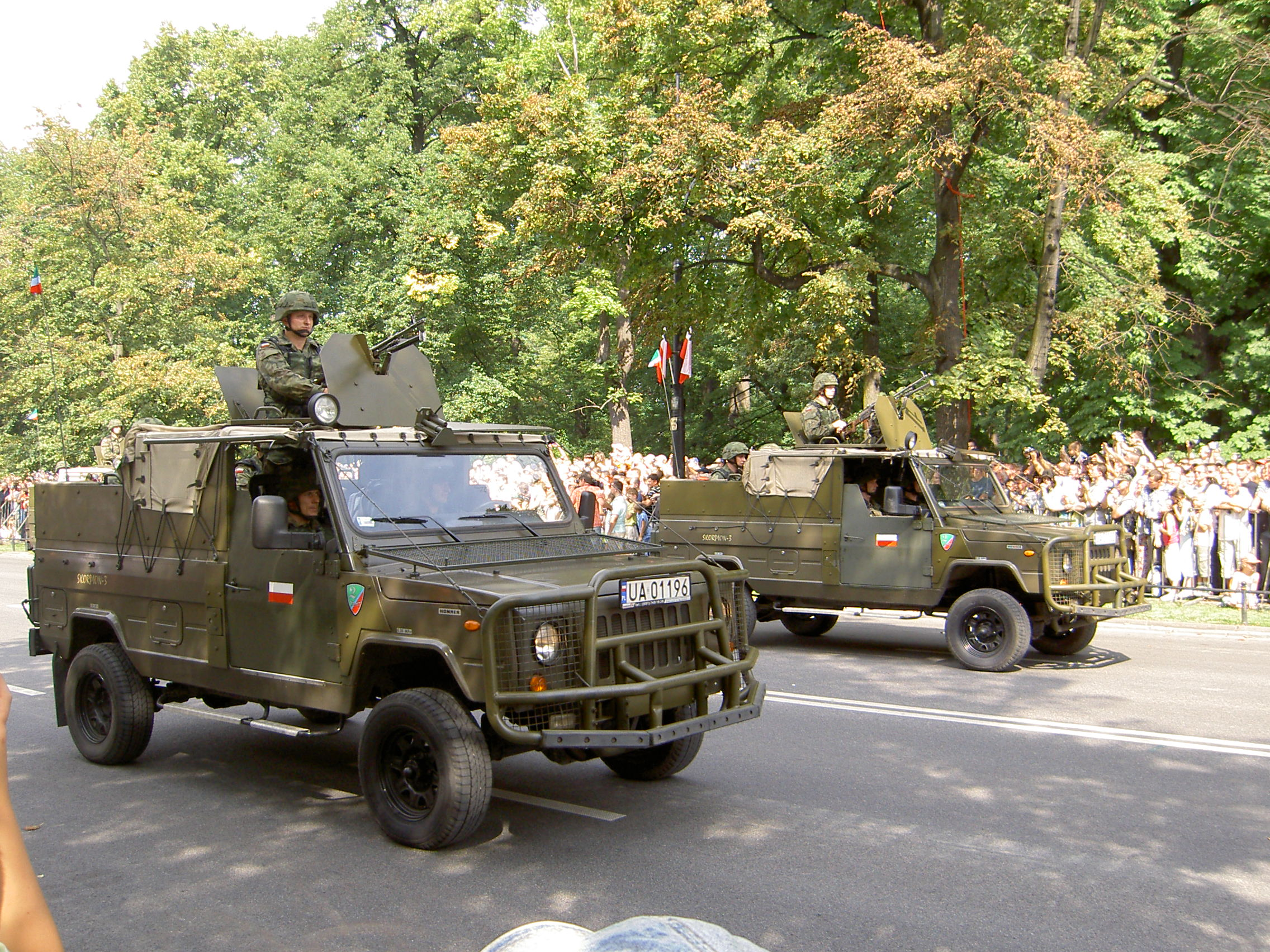
Honker Skorpion 3

Prototyp Honkeru vznikl v roce 1984 ve Fabryce Samochodów Rolniczych (Továrna na zemědělská vozidla), zkráceně FSR, v Poznani. Vozidlo vycházelo z dřívější konstrukce Tarpanu a mělo ho nahradit jako základní lehké užitkové terénní vozidlo polské výroby pro veřejné služby — tuto roli předtím plnil právě Tarpan a také dovážený sovětský UAZ-469. Sériová výroba však začala až v roce 1988. Auto se vyrábělo ve dvou variantách:
- Tarpan Honker 4012 – klasický uzavřený model (hardtop) s kapacitou až pro 10 cestujících
- Tarpan Honker 4022 – pick-up verze pro 2 osoby

Krátce po zahájení výroby začala FSR vyvíjet novou, mírně kratší a užší verzi (šířka 2210 mm), která dostala označení Honker 4032. Ačkoliv se nikdy nezačala sériově vyrábět, šlo o první vůz, který nesl čistě jméno Honker, bez odkazu na předchozí Tarpan.
Na konci roku 1996 zakoupila konstrukční práva společnost Daewoo Motor Polska, která se rozhodla pokračovat ve výrobě v Lublinu. Interiér prošel menšími úpravami a vozidlo dostalo nové označení Daewoo Honker 2324. Od původní verze se výrazně nelišilo a nabízelo se v obdobné výbavě. Existovaly plány na modernizovanou verzi Daewoo Honker II s pohonem buď 4x2, nebo 4x4, ale ty byly zrušeny. Místo toho byla mírně změněna pouze karoserie a výroba pokračovala pod názvem Daewoo Honker 2000.
Po bankrotu Daewoo přešla licence na dvě společnosti. Andoria-Mot pokračovala ve výrobě v malém množství v letech 2002–2003 a vytvořila dvě modernizované verze v kombinaci hard-top pick-upu. Intrall Polska vyráběla Honkery od ledna 2004 do jara 2007. V roce 2004 vznikl další model: Honker MAX, robustnější terénní varianta. Téhož roku se Honker dočkal i další speciální úpravy – vznikla těžce pancéřovaná a proti minám chráněná verze Honker Skorpion 3, vytvořená speciálně pro polskou armádu operující v Iráku.
V roce 2016 firma DZT Tymińscy, poslední výrobce Honkeru, vyhlásila bankrot, čímž byla výroba tohoto vozidla ukončena.

## Varianty
Vozidla Honker byla vyráběna v několika verzích, včetně uzavřených hardtopů, skříňových nákladních verzí a pick-upů. Honkery vyráběné do roku 1992 používaly benzínové motory M20 (převzaté z vozu FSO Warszawa), které byly sdílené s dodávkami Żuk a Nysa. Nejprve FSR montovala benzínové motory z vozu FSO Polonez, později byly nahrazeny dieselovými motory Iveco o objemu 2,5 litru (nejznámější z vozů Renault Master a Iveco Daily), a od roku 1997 se začaly používat turbodieselové motory Andoria 4CT90 a později 4CTi90.
Karoserie vozu má třídveřové provedení, je postavena na pevném rámu s tuhou nápravou na listových perech.

## Produkce
Sériová výroba Honkeru byla poměrně nízká, maximálně dosahovala několika stovek kusů ročně. V Poznani bylo například v roce 1992 vyrobeno 450 vozidel, v roce 1994 pak 314 kusů a v roce 1995 288 kusů. Výroba ve FSR byla ukončena začátkem roku 1996.
V polovině roku 1996 odkoupila práva společnost Daewoo, která založila Daewoo Motor Poland Sp. z o.o., aby pokračovala ve výrobě vozidel. Výroba se znovu rozjela na podzim 1996 v rámci zkušební montáže Honkerů v Lublinu. V obou závodech ale bylo vyrobeno jen asi 20 vozidel.
Roční výroba v následujících letech vypadala takto:
- 1997 – vyrobeno 155 vozidel
- 1998 – vyrobeno 232 vozidel
- 1999 – přibližně 350 vozidel
- 2000 – přibližně 200 vozidel
- 2001 – přibližně 30–50 vozidel
- 2002 – přibližně 140 vozidel
- 2003 – přibližně 278 vozidel
- 2004 – vyrobeno 495 vozidel
- 2005 – vyrobeno 177 vozidel
- 2006 – vyrobeno 245 vozidel
- 2007 – vyrobeno 35 vozidel

Na jaře 2007 byla výroba znovu pozastavena.
V roce 2008 plánovala ukrajinská společnost DP Naftogazbud Polior zahájit výrobu modernizované verze Honkeru, ale z neznámých důvodů se k tomu nikdy nedostalo.
V roce 2009 prodal Syndyk DMP (majitel práv na Honker) společnost firmě DZT Tymińscy, která poté znovu obnovila výrobu Honkeru.

## Nasazení

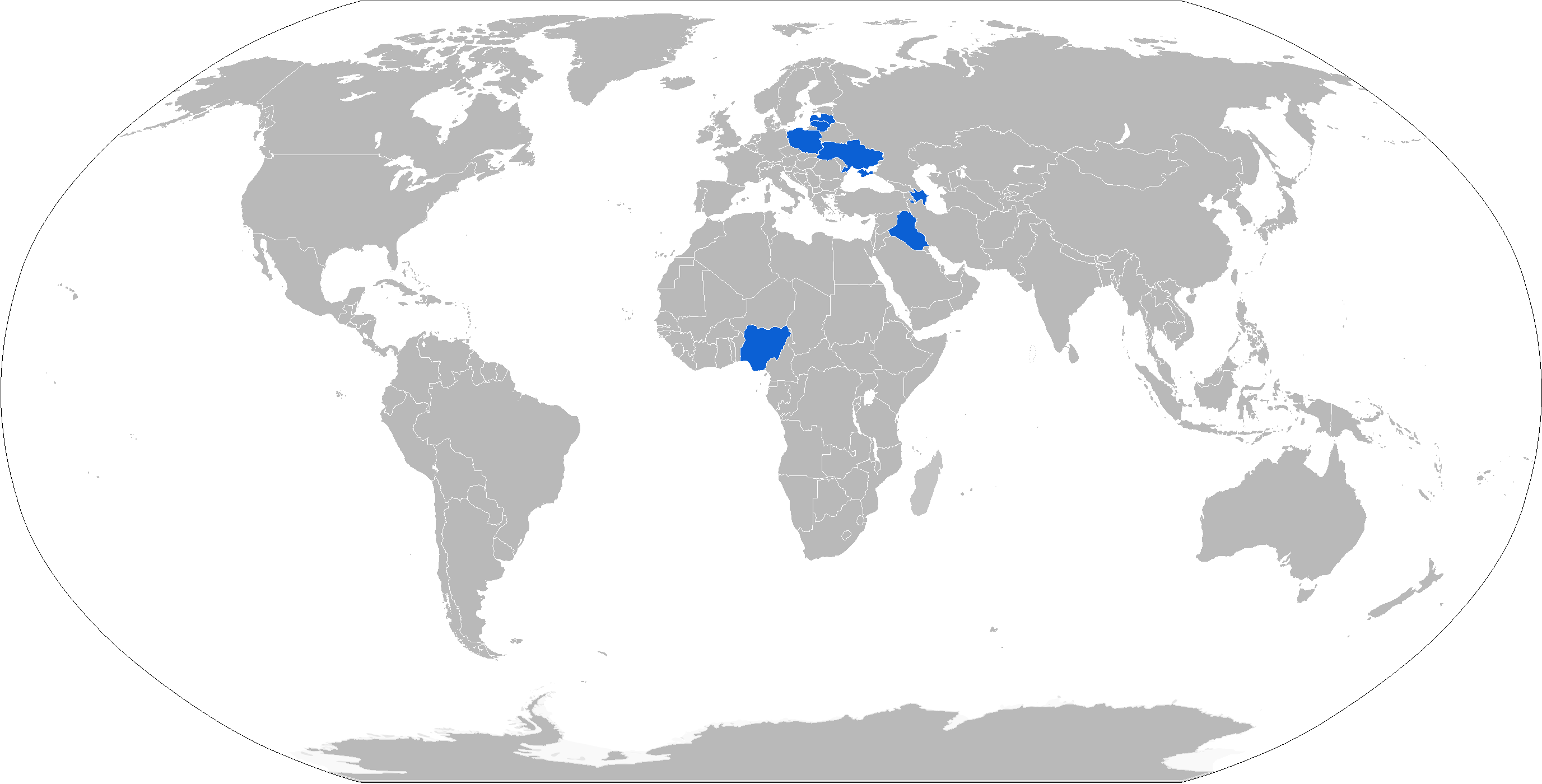
Mapa užití vozidel Tarpan Honker

- Ázerbájdžán – 3 vozy Honker využívány agenturami pro odminování.
- Irák – asi tucet vozidel Honker Skorpion 3 (pravděpodobně neozbrojených) ve výzbroji irácké armády.
- Lotyšsko – používáno lotyšskými jednotkami v Iráku.
- Litva – používáno litevskými jednotkami v Iráku.
- Nigérie – používáno nigerijskými ozbrojenými silami.
- Polsko – používáno polskými ozbrojenými silami, policií a dalšími složkami.
- Ukrajina – několik desítek vozidel Honker bylo zakoupeno z polských ozbrojených sil občany města Ternopil (v rámci sbírky). Honkery byly také renovovány a zaslány do bojů ve válce na Donbase.

## Galerie

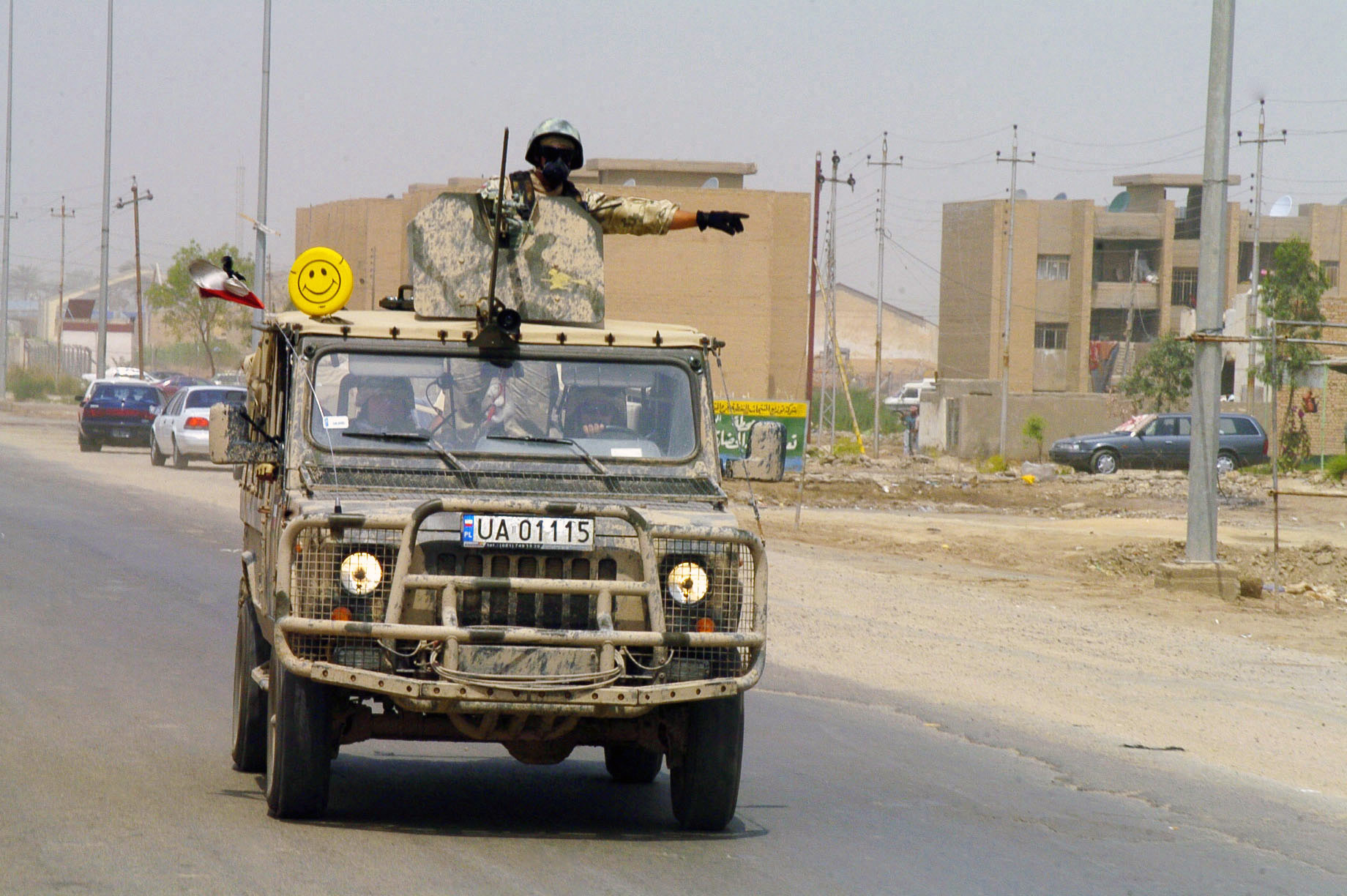
Nasazení v Iráku
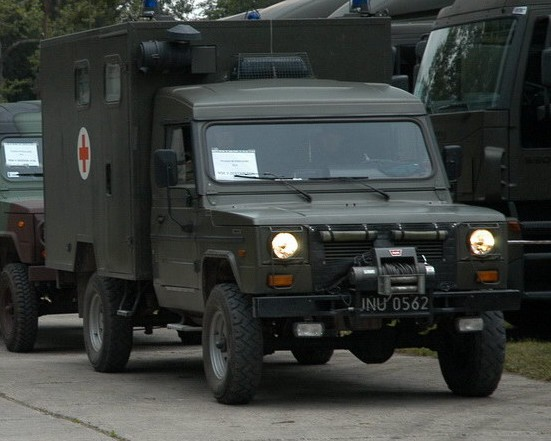
Honker jako zdravotnické záchranné vozidlo
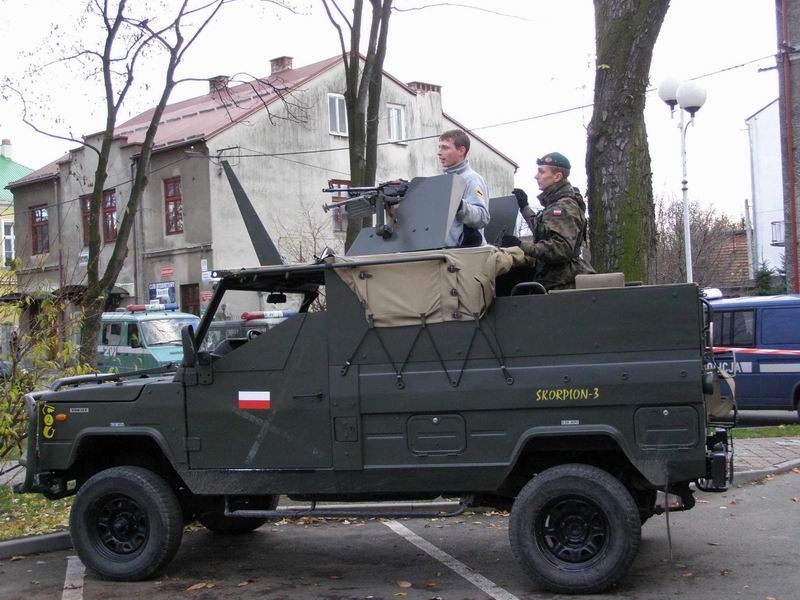
Honker Skorpion